# HD 81817
HD 81817 är en dubbelstjärna belägen i den norra delen av stjärnbilden Draken. Den har en kombinerad skenbar magnitud av ca 4,28 och är svagt synlig för blotta ögat där ljusföroreningar ej förekommer. Baserat på parallaxmätning inom Hipparcosuppdraget på ca 3,3 mas, beräknas den befinna sig på ett avstånd på ca 990 ljusår (ca 300 parsek) från solen. Den rör sig närmare solen med en heliocentrisk radialhastighet på ca -7 km/s. Stjärnan ingår i rörelsegruppen IC 2391.

## Egenskaper
Primärstjärnan HD 81817 A är en orange till gul jättestjärna av spektralklass K3 III. Den har en massa som är ca 8,5 solmassor, radie som är lika med ca 109 solradier och har ca 2 900 gånger solens utstrålning av energi från dess fotosfär vid en effektiv temperatur på ca 4 040 K. Stjärnans kromosfär är av den typ som kallas "hybrid" och visar en sval stjärnvind i kombination med heta emissionslinjer. Den verkar också vara källa till röntgenstrålning från konstallationen.
Följeslagaren, HD 81817 B, upptäcktes 1984 baserat på dess ultravioletta spektrum. Fördelningen av den avlägsna ultravioletta strålningen matchar den hos en vit dvärgstjärna av spektralklass DA. Den har en uppskattad effektiv temperatur av ca 20 000 K.